# Глинин, Геннадий Григорьевич
Генна́дий Григо́рьевич Гли́нин (1939—2010) — советский и российский литературовед. Основатель (1984) и бессменный руководитель Хлебниковских чтений. Доктор филологических наук (2002), профессор. Проректор по научной работе, заведующий кафедрой русской литературы XX века Астраханского государственного университета.

## Биография
В 2000 году защитил диссертацию на соискание учёной степени доктора филологических наук на тему «Автор и герой в лиро-эпической поэзии Александра Блока». Профессор.
Проректор по научной работе, заведующий кафедрой русской литературы XX века Астраханского государственного университета.
Основатель (1984) и бессменный руководитель Хлебниковских чтений.

## Награды и звания
- Медаль ордена «За заслуги перед Отечеством» II степени (2006)[5].

## Память
- XI Международные Хлебниковские чтения «Велимир Хлебников и мировая художественная культура», прошедшие с 6 по 9 сентября 2012 года в Астраханском государственном университете, были посвящены памяти Г. Г. Глинина[6].